# Авторское право на Шри-Ланке
Основной правовой документ, регулирующий вопросы авторского права в Шри-Ланке находится в части II (СС. 5-27) закона об интеллектуальной собственности № 36 от 2003 года заменивший Часть II (СС. 6-24) из кода объектов интеллектуальной собственности закона № 52 1979 года.

## Интеллектуальная собственность по закону № 36 от 2003 года

### Объекты авторского права
Согласно разделу 6 закона охраняются оригинальные произведения интеллектуального творчества в области литературы, искусства и научной документации, в частности:
- книги, брошюры, статьи, компьютерные программы и другие произведения;
- речи, лекции, обращения, проповеди и другие устные произведения;
- драматические, драматические музыкальные произведения, пантомимы, хореографические произведения и другие произведения, созданные для театральных постановок;
- музыкальные произведения;
- аудиовизуальные произведения;
- произведения архитектуры;
- произведения графики, живописи, скульптуры, гравюры, литографии, гобелены и другие произведения изобразительного искусства;
- фотографические произведения;
- произведения прикладного искусства;
- иллюстрации, карты, планы, эскизы и трехмерные произведения, относящиеся к географии, топографии, архитектуры или науки.

Исключаются, согласно п. 8:
- идеи, концепции, принципы и т. д.;
- официальные тексты законодательного, административного или правового характера, а также их официальные переводы;
- новости дня[3].

Зарубежным работам посвящён раздел 26, подраздел (2).

### Содержание собственности и авторских прав: имущественные и личные не имущественные права
Владелец авторских прав имеет эксклюзивное право осуществлять или разрешать осуществлять следующие действия в отношении произведения (экономические права, п. 9):
- воспроизведение произведения;
- перевод произведения;
- переделывать, аранжировать или другим образом перерабатывать произведение;
- осуществлять общественное распределение оригинала и каждого экземпляра произведения путём продажи, проката, экспорта или как-то иначе;
- проводить аренду оригинала или копии аудиовизуального произведения, произведения, воплощенного в звукозаписи, компьютерной программы, базы данных или музыкального произведения в виде нотной записи;
- осуществлять импорт оригинала или экземпляров произведения;
- осуществлять публичный показ оригинала или экземпляра произведения;
- публично исполнять произведение;
- передавать произведение в эфир.

Владелец авторского права может
- предоставить лицензию на проведение всех или любого из актов, касающихся хозяйственного права;
- переуступить или передать имущественные права полностью или в части. п. 16.

Кроме того, автор произведения имеет следующие не имущественные права (с. 10):
- его имя может быть указано на видном месте на копии и при любом использовании этого произведения, насколько это возможно;
- имеет право использовать псевдоним;
- возражать на любое искажение, извращение или иное изменение или иное посягательство в отношении его произведения для нанесения ущерба его чести или репутации.

### Ограничение авторских прав: добросовестное использование
К ограничениям авторских прав, касающихся добросовестного использования произведений относятся:
- частное воспроизведение опубликованного произведения в единственном экземпляре;
- размножение в виде коротких цитат;
- размножение для учебных целей;
- использование в единичных экземплярах библиотеками и архивами, а также единичных экземпляров с целью сохранения.

### Срок действия авторского права
Имущественные и личные не имущественные права охраняются в течение жизни автора и 70 лет со дня его смерти; произведение декоративно-прикладного искусства охраняются в течение 25 лет со дня принятия работы (п. 13).

### Смежные права
К смежным правам относятся права исполнителей (п. 17, 19), права производителей звукозаписей (п. 18, 19) и права вещательных организаций (п. 20), каждое из которых имеет продолжительность охраны в 50 лет после смерти автора (ограничения: ы. 21).

### Нарушение авторских прав
При нарушении авторских прав по решению суда производится конфискация и уничтожение контрафактных экземпляров и возмещение авторам убытков (п. 22, 170).
Нарушение авторских прав может также привести к уголовным обвинениям.